# لانگوایلر (بیرکنفلد)
لانگوایلر (به آلمانی: Langweiler) یک شهر در آلمان است که در بیرکنفلد واقع شده‌است. لانگوایلر ۲۶۸ نفر جمعیت دارد.